# Prix du CRSNG pour la promotion des sciences
Les prix du CRSNG pour la promotion des sciences nommé avant 2009 prix Michael Smith pour la promotion des sciences, sont des prix décernés par le Conseil de recherche en sciences naturelles et en génie du Canada (CRSNG), un organisme du gouvernement du Canada, afin d'honorer des personnes ou des groupes de personnes qui apportent une contribution exceptionnelle à la promotion et à la vulgarisation des sciences au Canada par des activités visant à encourager le grand public à s'intéresser aux sciences.  Le nom du prix honore Michael Smith (1932-2000), récipiendaire du prix Nobel de chimie en 1993 et professeur en biotechnologie du département de médecine de l'université de la Colombie-Britannique.

## Les récompenses
Les prix peuvent être remis jusqu'à cinq lauréats annuellement.
Une cérémonie spéciale est organisée afin de récompenser les lauréats.  Un gagnant qui est un particulier recevra une bourse de 5 000 $ canadiens; les organisations, 10 000 $ afin d'appuyer leurs activités. Les lauréats recevront également une médaille à l'effigie de Michael Smith et une citation encadrée.

## Lauréates et lauréats
- 2009: 
  - Yannick Bergeron, enseignant au Collège St-Jean-Vianney (Montréal, Québec), entre autres à l'origine d'une dizaine de camps scientifiques "Nuits Blanche" par année où des élèves du secondaire assistent à des conférences et participent à des expériences scientifiques une nuit durant.
  - Science Nord, le deuxième plus important Centre des sciences (musée de vulgarisation scientifique) au Canada, situé à Sudbury en Ontario.
- 2007:
  - Career Trek : organisme manitobain visant à appuyer des élèves de 10 ou 11 ans qui ont les capacités de poursuivre des études postsecondaires, en particulier en sciences, mais qui pourraient éprouver des difficultés à le réaliser en raison de difficultés financières ou de handicaps[1],[2].
  - Yvon Fortin : professeur de physique au cégep Garneau de Québec, il y a créé le Centre de démonstration en sciences physiques, un centre multimédia permettant de démontrer au grand public des phénomènes physiques et collabore avec les médias et les institutions publiques dans le domaine de la vulgarisation scientifique[1],[3].
- 2006:
  - Pas de lauréat en 2006.
- 2005:
  - Le Bamfield Marine Sciences Centre est un organisme géré par cinq universités canadiennes et situé sur le territoire de la Première nation Huu ay aht sur la rive de la (baie Barkley, sur la côte Ouest de l’île de Vancouver.  Il offre des infrastructures de recherches pour les chercheurs universitaires en biologie marine, en écologie et en océanographie, mais également un programme éducatif et des excursions pour les élèves de la 6e à la 12e année.
  - Ariel Fenster est un professeur de chimie de l'université McGill (Montréal) qui, en plus d'avoir obtenu plusieurs prix dans le domaine de l'enseignement, fait de la vulgarisation scientifique lors de conférences, de causeries, à la télévision et à la radio.  Il est à l'origine de l'exposition Cuisinez la science au Centre des sciences de Montréal en 2002 et de l'exposition La Chimie en fête au Vieux-Port de Montréal qui avait vu la participation de 370 000 visiteurs.
- 2004:
  - Canadian Association for Girls in Science (CAGIS) : association fondée en 1992 par une jeune fille de 9 ans, Larissa Vingilis-Jaremko, qui a compté maintenant des milliers de jeunes membres qui désirent en apprendre plus sur les sciences.
  - Deep River Science Academy (DRSA) est un système de jumelage d'adolescents avec un étudiant-chercheur pour travailler six semaines sur un projet de recherche donné.
  - Philip J. Currie est un paléontologue  qui a effectué de nombreuses activités de vulgarisation scientifique sur le domaine des dinosaures et a participé à la fondation du Royal Tyrrell Museum of Palaeontology en Alberta.
  - Sid Katz est un professeur de pharmacologie à l'université de la Colombie-Britannique et un communicateur scientifique dans le domaine de la santé, en plus d'être directeur général de Science World à Vancouver et du Centre des sciences de l'Ontario, et président du Comité de l’éducation de Genome BC.
  - Mark Winston est un chercheur en entomologie spécialisé en communication entre les insectes de l'université Simon Fraser et un vulgarisateur scientifique dans ce domaine.
- 2003:
  - Native Access to Engineering Programme – Université Concordia : Programme permettant à l'origine à des jeunes autochtones du Québec de participer à des camps d'été en génie, et dont l'action a été étendue afin d'offrir diverses ressources aux jeunes, parents et éducateurs.
  - Société royale d'astronomie du Canada - La société offre des activités de vulgarisation scientifique en astronomie grâce à 4 600 bénévoles œuvrant dans 26 centres dans tout le Canada.
  - Étudiants sur Glace : Programme qui organise des expéditions éducatives sur l'océan Arctique à des étudiants, enseignants et scientifiques à bord de brise-glaces modifiés.
  - Philip C. Eastman est un professeur de physique à l'université de Waterloo qui a conçu et présenté une exposition itinérante de vulgarisation scientifique intitulée le Cirque de la Physique, en plus de créer l’examen Sir Isaac Newton, un examen éducatif et humoristique sur la physique.
  - Scott Mair est un concepteur et gestionnaire de programmes de vulgarisation scientifique utilisant entre autres le théâtre qui a œuvré à Alberta Parks, à l’Evergreen Theatre Society, au Royal Tyrrell Museum of Palaeontology et au Craigflower National Historic Site.
- 2002:
  - Evergreen Theatre Society : une troupe de théâtre qui présente des pièces à la fois endiablées et de vulgarisation scientifique sur des sujets divers tels les changements climatiques, l'environnement, l'aérodynamique et l’électromagnétisme, devant plus de 600 000 spectateurs au Canada et aux États-Unis.
  - Discover Engineering est un programme permettant à des jeunes filles et femmes de découvrir le génie lors de camps d'été encadrés par des étudiantes en ingénierie.
  - Ingénierie simultanée présentée aux jeunes du secondaire : le projet ISPAJES a pour but d'initier des élèves du niveau secondaire à la profession d’ingénieur en leur permettant de concevoir une solution à un problème d'ingénierie soumis par un « client ».
  - Jamie Bastedo a créé une présentation historique qui grâce à différents médias permet d'initier la population aux sciences nordiques par le biais de l'exploration du grand nord canadien, de la géologie et de la climatologie.
  - Eric R. Muller, professeur de mathématiques a conçu et présenté des activités et des documents qui permettent aux jeunes de s'initier à diverses notions mathématiques et scientifiques en s'amusant.
- 2001:
  - Marie MacBeath est une vulgarisatrice scientifique du Nouveau-Brunswick qui a fondé en 1994 le centre de vulgarisation scientifique Science East, y a créé des expositions et a fondé un camp scientifique pour jeunes de 9  à   12 ans.
  - Bob McDonald est l'un des vulgarisateurs scientifiques les plus connus du Canada.  Il anime à la chaîne de télévision nationale anglophone CBC l'émission scientifique Quirks and Quarks et est correspondant scientifique pour les émissions d'actualité.  Il produit des vidéos, des articles et des conférences de vulgarisation scientifique depuis 1976.
  - Les Scientifines est un organisme qui organise des activités scientifiques après les classes auprès des jeunes filles des quartiers défavorisés de Montréal, afin de les initier aux sciences et de les encourager à persévérer dans leurs études.
  - Scientists in School est un organisme organisant la présentation de conférences de vulgarisation par des scientifiques dans des classes du primaire, qui ont touché plus de 5 400 classes depuis 1989.
  - YES Mag est un magazine de vulgarisation scientifique publié à partir de Victoria depuis 1996 qui cherche à divertir les jeunes de 8  à   14 ans tout en les initiant aux sciences, et qui avait atteint la marque de 16 000 abonnés en 2001.
- 2000
  - Club des débrouillards et ses fondateurs Jacques Goldstyn et Félix Maltais (Québec) est un club de loisir scientifique et de vulgarisation scientifique pour les jeunes qui promeut l'apprentissage ludique des sciences grâce à des livres, des émissions de télévision, diverses activités et le magazine Les Débrouillards créé en 2001.  Le club existe maintenant dans une dizaine de pays.
  - Jay Ingram de Discovery Channel est un vulgarisateur scientifique qui œuvre principalement à la télévision mais qui est également l'auteur de plusieurs livres de vulgarisation qui s'adressent aux enfants ou aux adultes.
  - Edmonton Space & Science Center (Alberta) est une installation muséale visant la découverte des progrès en science et en technologie et comprenant entre autres le plus grand planétarium canadien.
  - Actua (Ontario) est un organisme d'Ottawa qui encadre des camps scientifiques, des activités scientifiques en classe ainsi que des laboratoires sur internet permettant aux enfants d'âge scolaire de découvrir les sciences.
  - Let's talk science (Ontario) est un organisme de l'université Western Ontario de London qui vise par ses programmes à améliorer la culture scientifique chez les écoliers et le personnel enseignant.
- 1999:
  - Pas de lauréats en 1999.
- 1998:

- - Le Programme d'accès aux femmes en sciences et en génie (Manitoba)
  - Terrence Dickinson (Ontario)
  - Connaught Student Biotechnology Exhibitions (Ontario)
  - Terrence Dickinson (Ontario)
  - Newfoundland Science Centre (Terre-Neuve-et-Labrador)
- 1997:

- - ASTER - Station scientifique du Bas-Saint-Laurent est un centre de vulgarisation scientifique et d'observation astronomique situé à Saint-Louis-du-Ha! Ha! au Québec.
  - William Brooks est un vulgarisateur scientifique saskatchewanais qui s'implique particulièrement dans le domaine des sciences de l'espace auprès des jeunes en particulier dans le cadre des camps d'été Spacewest.
  - James E. Hesser s'est impliqué dans la vulgarisation de l'astronomie et d'autres sciences en Colombie-Britannique par divers programmes scolaires dont B.C. Scientists in the school et en tant que président de l'Astronomical Society of the Pacific.
  - Institut de dynamique marine (Terre-Neuve-et-Labrador)
  - Diane M. Lawrence (Ontario)
  - Science and Technology Awareness Network
  - Pionniers du téléphone (Ontario)
  - STAnet (Nouvelle-Écosse)
- 1996

- - Hilda Lei Ching (Colombie-Britannique)
  - Expo-sciences du Québec (Québec)
  - Merck Frosst Canada inc. (Québec)
  - Owl Communications (Ontario)
  - David Noble Harpp (Québec)
  - Quirks & Quarks (Ontario)
  - Le programme de Shad Valley (Ontario)
  - Aquarium de Vancouver (Colombie-Britannique)
  - Surjit K. Verma (Nouvelle-Écosse)
  - Fondation sciences jeunesse Canada (Ontario)
- 1995

- - British Columbia Scientists and Innovators in the Schools (Colombie-Britannique)
  - @discovery.ca (Ontario)
  - Dupont Canada inc. (Ontario)
  - Malcolm Harvey (Ontario)
  - Let's Talk Science (Ontario)
  - William Mullin (Nouveau-Brunswick
  - Gilles Ouellet (Québec)
  - Quinzaine des sciences Hydro-Québec (Québec)
  - PARTNERS (Ontario)
- 1994:
  - Les Camps canadiens pour les jeunes en sciences et génie est un réseau de 15 camps d'été ontariens pour jeunes qui présentent des activités journalières d'initiation aux sciences et au génie, en plus de participer à la formation d'élèves et de professeurs durant l'année scolaire.
  - Association for the Promotion and Advancement of Science Education (APASE) (Colombie-Britannique) vise à promouvoir les sciences auprès des enfants du primaire, entre autres par des programmes de télévision interactive.
  - Le chapitre de Terre-Neuve et du Labrador des Femmes en sciences et en génie (FSG) vise, par des affiches, des vidéos et un programme d'embauche en emplois d'été à encourager les jeunes femmes, particulièrement de régions rurales, à s'intéresser à une carrière en sciences et génie.
  - Léo Brassard (Québec), fondateur de la revue Québec Science, fait de la vulgarisation scientifique à travers ses activités d'enseignant, d'auteur et de rédacteur en chef.  Il a en outre fondé une association qui vise l'enseignement des sciences naturelles, les Jeunes Explos.
  - Le Club des débrouillards est une association de clubs pan-québécois de jeunes amateurs de sciences, qui publie des livres de vulgarisation scientifique, une revue mensuelle et une émission de télévision (Les Débrouillards).
  - La Division de l'éducation permanente de l'université Acadia (Nouvelle-Écosse) organise des expositions, des voyages et activités à caractère scientifique destiné aux élèves de la sixième à la douzième année et à leurs professeurs.
  - Le Calgary Science Network (Alberta) permet de mettre en relation des enseignants et des scientifiques, a conçu le Fun guide, un guide d'activité scientifiques familiales et participe à la semaine nationale des sciences.
  - Le théâtre Le petit Chaplin est un théâtre québécois qui a présenté des pièces jeunes publics sur des sujets liés aux sciences et à la technologie.
  - La Société linnéenne du Québec réalise du matériel didactique, des expositions et des activités grands publics sur les sciences de la vie et de l'environnement autour du fleuve Saint-Laurent.
  - Northern Telecom, entreprise de télécommunications canadienne, appuie de nombreux programmes ayant trait à la vulgarisation scientifique, entre autres : camps canadiens pour les jeunes en science et en génie, chaire universitaire étudiant la présence des femmes en génie, travaux divers pour l'amélioration de l'enseignement des sciences, dont des stages en entreprise aux enseignants, l'appui à la recherche dans le domaine et des ateliers sur les sciences et les mathématiques pour les élèves.
  - Gordon Penrose est un vulgarisateur scientifique ontarien qui, sous le nom de Dr Zed, a présenté plus de 3 000 spectacles à saveur scientifique, a été chroniqueur à la télévision et dans les magazines Hibou et Chickadee et est l'auteur de plusieurs livres.
  - Joe Schwarcz est un vulgarisateur scientifique québécois et professeur de chimie au niveau collégial et universitaire.  Il présente au grand public le spectacle scientifique La magie de la chimie en plus d'être conférencier et chroniqueur à la radio et la télévision.
  - Women in Scholarship, Engineering, Science and Technology est une organisation albertaine qui vise à la promotion des sciences chez les jeunes femmes par des rencontres avec des femmes scientifiques confirmées, des conférences et des stages de recherche pour les étudiantes.